# 孫靈暉
孫靈暉（？—580年代），北齐儒学者、官员。长乐郡武强县人。散騎常侍孫宝之子，北魏秘書監孫惠蔚族曾孫。
孫惠蔚一子早逝，家中藏書多在。孫靈暉年幼好学，日诵数千言，查找孫惠蔚手录章疏，不求师友。通《三礼》及《春秋三傳》。开始向鮑季詳、熊安生质疑，孫靈暉的解説，鮑季詳、熊安生没有異议。孫靈暉被冀州刺史推举秀才，射策高分及第，任員外将軍。後以儒学擢授为太学博士。转任北徐州治中、潼郡太守。
天統年間，齐后主令朝臣推举可以担任南陽王高綽師傅之人，吏部尚書尉瑾表荐孫靈暉，孫靈暉被征为国子博士，教授南阳王高綽经書。高綽虽不好文章、学問，但很尊重孫靈暉，让他担任府諮議参軍。高綽为定州刺史，孫靈暉跟随赴任。高綽所为猖蹶，孫靈暉默默憂慮憔悴，不能谏止。高綽想要让管記馬子結为諮議参軍，清以孫靈暉为南陽王師。朝廷以王師为三品官，孫靈暉资历不合。後主同意了高綽的请求，任用孫靈暉为南陽王師。儒者甚以为荣。高綽担任大将軍，孫靈暉以王師兼大将軍司馬。武平五年（574年）高綽被殺害后，孫靈暉被罷免。高綽死後，每至七日及百日终，孫灵晖为高绰请僧设斋，转经行道。他在北齐滅亡後数年去世。其子孙万寿。